# Østerport Station
Østerport Station er en jernbanestation ved Oslo Plads på Østerbro i København. Det er en travl station med ca. 20.000 daglige passagerer. Den betjenes både af Øresundstog på Kystbanen og af de fleste S-togslinjer. Den er endestation for en del regionaltog og InterCitytog til København vestfra.
I tilknytning til jernbanestationen ligger en metrostation på Cityringen på tværs under Oslo Plads. Metrostationen åbnede i 2019..

## Historie
Stationen blev anlagt  1896-1897 som endestation for Kystbanen og hed oprindeligt Østerbro Station ( uformelt Østbanegården). Stationens banetekniske forkortelse er stadig Kk, hvilket står for Københavns Kystbanestation. Stationsbygningen i nationalromantisk stil er tegnet af arkitekt Heinrich Wenck og er nogenlunde bevaret i sin oprindelige form, hvilket også gælder de tilhørende perronhalvtage af træ, som Wenck tilføjede 1914-1915. Hertil er kommet en ny perron og stationstilbygning parallelt med de to gamle. Der findes flere perroner på den modsatte side af broen, der fører over banegraven.
Ved åbningen af Boulevardbanens første dobbeltspor 1. december 1917 skabtes direkte forbindelse til Københavns Hovedbanegård. Nu kunne tog ad Kystbanen fortsætte direkte til Hovedbanegården, ligesom tog ad Klampenborgbanen blev omlagt via Østerport fra den hidtidige rute fra Hellerup over Nørrebro til den gamle hovedbanegård (Københavns 2. Hovedbanegård). Det var dog først ved åbningen af det andet dobbeltspor 1. oktober 1921, at tog ad Nordbanen fra Hillerød blev omlagt gennem “røret” og standsede ved Østerbro Station.
Wencks stationsbygning skulle have været erstattet af en ny station, da Boulevardbanen åbnede men fik lov at overleve. Til gengæld blev den ombygget i 1923 ved Wencks efterfølger, K.T. Seest, der fjernede stationens tårn til fordel for en kommandopost. Stationen skiftede navn til Østerport Station ved S-banens åbning i 1934, hvor den atter blev ombygget af Seest. Omkring 1960 var der planer om at jævne stationen med jorden og erstatte den med et højhus, men det blev ikke til noget. Mellem 1976 og 1979 blev stationsbygningen ved en restaurering i store træk ført tilbage til sit oprindelige udseende. I 1984 blev tårnet genskabt som kulmination på endnu en restaurering, og i 1992 blev stationen fredet. I mange år hang fire eksemplarer af Wencks lysekroner fra Hovedbanegården på stationen, men i 1992 blev to af dem flyttet tilbage.
I 1990-1991 fik stationen en ny nabo i form af et butikscenter i beton tegnet af KHR arkitekter, hvor der bl.a. er en Irmabutik. Det var en af de første nye bygninger i København i mange år og vakte opsigt med sin pyramide af glas. Nybygningen omfattede også en trappenedgang til en fjerntogsperron.
Østerport Station var en stor godsbanegård, der stod i forbindelse med Københavns Frihavn og Frihavnens Station og er stadig omgivet af store rangerarealer. Samtidigt med stationen tegnede Wenck en remise og et vandtårn ved Langeliniebroen. Remisen brændte i slutningen af 1960'erne, mens vandtårnet blev revet ned i det følgende tiår. Selve godsbanegården, der er tegnet af Wenck 1921, findes stadig langs Folke Bernadottes Allé.
Stationen fik stor betydning som transitstation for godstrafik mellem Skandinavien og Tyskland, da jernbanegodsruten Danlink mellem Helsingborg og Hamburg blev oprettet i 1986. Som del af Danlinks ruteføring blev godstrafikken nu ført over en ny færgeforbindelse mellem Helsingborg og Københavns Frihavn. Der blev bygget fem nye spor mellem det nye færgeleje i Frihavnen og Østerport Station, hvorfra togene blev ført videre ad Godsbaneringen. Godstrafikken over Østerport station ophørte, da færgeforbindelsen mellem København og Helsingborg ophørte og blev erstattet af Øresundsforbindelsen i 2000.

### Afsporing den 2. januar 2011
Om aftenen den 2. januar 2011 afsporede et tomt regionaltog nord for Østerport station.
Toget, som var under indkørsel mod spor 3 i sydgående retning, blev afsporet, da den første vogns bageste bogie, samt efterfølgende vogne, kørte galt i et sporskifte og kørte ind i spor 4. På en strækning under Langeliniebroen trak den første vogn køreledningsmaster ned.[kilde mangler]

## Sporlayout
Indtil ca. 2002 havde stationen fem perroner – to til S-tog og tre til fjerntog. Der var fra stationsbygningen nedgang til sporene 0 til 4 i nordøstlig retning, samt spor 12 og 13 perroner på den sydvestlige side dels med adgang fra Oslo Plads dels med gennemgang under stationsbygningen fra spor 1/2 og spor 3/4.
I forbindelse med Banedanmarks LOKO-projekt blev der anlagt et spor mere til fjerntog ved den anden eksisterende fjerntogsperron. Det medførte en omdøbning af de eksisterende spor, så man nu starter med spor 1 på den sydvestlige side og fortsætter til spor 6 på den nordøstlige side. Spor 12 og 13 forblev uændrede.
Herudover er der et enkelt arbejdsspor, der løber mellem S-togs- og fjerntogssporene mellem perronerne, men uden egen perron.

### S-tog
Idet linje H har udgangspunkt fra Østerport benytter denne linje, som den eneste S-togs-perronen på den sydvestlige side (spor 13), mens alle andre linjer, der fortsætter enten længere mod nord eller ind mod centrum benytter den anden perron (nuværende spor 5 og 6).

### Fjerntog
Inden 2002 blev spor 0 (nu spor 2) ikke anvendt særligt ofte – og kun til fjerntog vestfra med endestation på Østerport. Men i forbindelse med, at Banedanmark gennemførte et projekt for at  få flere fjerntog gennem til Østerport fra Hovedbanegården, blev denne perron udvidet med et nyt spor på den sydøstlige side (nu spor 1).
Den anden perron (spor 3 og 4) blev således anvendt til at afvikle stort set al anden fjerntrafik, med undtagelse af spor 12, der fortsat anvendes – primært for tog mod Roskilde og Holbæk.
Nu anvendes spor 1 typisk for togene på Kystbanen mod hhv. Nivå og Helsingør, mens spor 2 primært bruges til de tog som har endestation på Østerport, og som skal rangeres videre til vendesporerne lige nord for stationen.
Af samme grund anvendes spor 3 primært for tog, der udgår fra Østerport, mens spor 4 benyttes for både Kystbanen ind mod byen og for øvrige fjerntog, der udgår fra Østerport.

## Busstoppesteder
Oslo Plads ved stationsbygningen
- 23 mod Klampenborg st.
- 27 afsætning

Oslo Plads ved spor 12 og 13
- 23 mod Valby st.
- 27 mod Indiakaj/Færgeterminal Søndre Frihavn

## Metrostation
Østerport Station er også stop på metrocityring. Metrostationen er placeret ud mod Oslo Plads, mellem Kristianiagade og Østbanegade. Hovedtrappen ligger ud imod Kristianiagade. Der vil desuden komme en forbindelse til jernbanestationen via en underjordisk transfertunnel.[kilde mangler]
Byggeriet begyndte medio 2010 med ledningsarbejde og arkæologiske udgravninger. Selve udgravningen begyndte ultimo 2012, idet stationen forventedes at stå færdig ultimo 2016. I praksis fandt indvielsen af Cityringen dog først sted 29. september 2019. 28. marts 2020 åbnede en forgrening i form af Nordhavnsmetroen til Orientkaj via Nordhavn Station.

## Antal rejsende
Ifølge Østtællingen var udviklingen i antallet af dagligt afrejsende med fjerntog:
| År   | Antal | År   | Antal | År   | Antal | År   | Antal |
| ---- | ----- | ---- | ----- | ---- | ----- | ---- | ----- |
| 1984 | 3.570 | 1993 | 3.541 | 2000 | 3.852 | 2005 | 3.670 |
| 1987 | 3.604 | 1995 | 3.214 | 2001 | 3.877 | 2006 | 3.856 |
| 1990 | 3.593 | 1996 | 3.163 | 2002 | 3.308 | 2007 | 4.234 |
| 1991 | 3.630 | 1997 | 2.531 | 2003 | 3.751 | 2008 | 3.667 |
| 1992 | 3.774 | 1998 | 4.177 | 2004 | 3.550 |      |       |

Ifølge Østtællingen var udviklingen i antallet af dagligt afrejsende med S-tog:
| År   | Antal  | År   | Antal  | År   | Antal  | År   | Antal  |
| ---- | ------ | ---- | ------ | ---- | ------ | ---- | ------ |
| 1957 | 10.566 | 1974 | 9.627  | 1991 | 11.482 | 2001 | 10.484 |
| 1960 | 10.300 | 1975 | 9.556  | 1992 | 11.872 | 2002 | 10.484 |
| 1962 | 10.011 | 1977 | 9.012  | 1993 | 11.565 | 2003 | 10.991 |
| 1964 | 10.758 | 1979 | 12.220 | 1995 | 11.269 | 2004 | 10.346 |
| 1966 | 10.421 | 1981 | 13.263 | 1996 | 11.600 | 2005 | 9.504  |
| 1968 | 10.416 | 1984 | 13.386 | 1997 | 12.202 | 2006 | 9.779  |
| 1970 | 10.347 | 1987 | 12.407 | 1998 | 14.327 | 2007 | 10.598 |
| 1972 | 10.855 | 1990 | 11.563 | 2000 | 12.236 | 2008 | 9.518  |